# Burg Kanayama
Die Burg Kanayama (japanisch 金山城, Kanayama-jō) befindet sich in der Stadt Ōta in der Präfektur Gumma. 

## Geschichte
Auf dem Berg Kanayama erbauten die Nitta eine Burg. Von hier aus setzte sich Nitta Yoshisada (新田義貞; 1303–1338) mit seinen Truppen in Bewegung, um Kaiser Go-Daigo zu unterstützen. Nachdem die direkte Linie der Nitta im Jahr 1410 ausgestorben war, wurde die Burg von den Yura (由良氏), einer Nebenlinie, genutzt.
1553 machte sich Nagao Kagetora zum Burgherren, aber 1566 nahm ihm Takeda Shingen die Burg ab, der sie 1588 an Hōjō Ujimasa verlor.  Als Tokugawa Ieyasu Shōgun wurde, wollte er dort keinen Daimyō: Kanayama wurde direkt dem Shogunat unterstellt. 
Nach der Meiji-Restauration 1868 wurde auf dem Burggelände ein Shintō-Schrein für die Nitta errichtet, um ihres Einsatzes für den rechtmäßigen Kaiser zu gedenken. 